# Homersfield
Homersfield lub St. Mary, South Elmham – wieś w Anglii, w hrabstwie Suffolk, w dystrykcie East Suffolk. Leży 43 km na północ od miasta Ipswich i 144 km na północny wschód od Londynu. Miejscowość liczy 163 mieszkańców.